# Michael Ben-Ari
Pour les articles homonymes, voir Ben-Ari.
Michael Ben-Ari (מיכאל בן ארי), né le 12 octobre 1963 en Israël, est un homme politique israélien d'extrême-droite. Il fonde en 2012 Force juive, un parti considéré comme raciste. Il est le premier disciple officiel du Rabbi Meir Kahane élu à la 18e Knesset. Durant les élections législatives israéliennes de 2009, Ben Ari rejoint le parti de l'Union nationale avant de fonder le parti Otzma LeYisrael, qui prend ensuite le nom de Otzma Yehudit  c'est-à-dire Force juive.
Il a un doctorat d'archéologie. Il ne doit pas être confondu avec son homonyme qui a escroqué des investisseurs durant 15 ans.

## Biographie
Il grandit dans le quartier de Kfar Shalem dans le sud de Tel Aviv, dans une famille de Juifs mizrahim iraniens et afghans. Il étudie aux yeshivas, Bnei Akiva de Kfar Haroeh, Hesder de Yamit et Mercaz HaRav. Il rejoint durant son service militaire, à Nahal de Neve Dekalim de 1982 à 1986. Il étudie à l'université Bar-Ilan, où il obtient un BA, avant d'étudier le Talmud. Il devient enseignant rabbin de la yeshiva Darchei No'am de Petach-Tikvah puis celle Bnei Akiva Yeshiva de Giv'at Shmuel. Il vit à Karnei Shomron où son frère Herzl Ben-Ari, est le chef du conseil local.
Il siège à la Knesset de 2009 à 2013.
Le 17 mars 2019, la Cour suprême israélienne invalide sa candidature aux élections législatives de 2019, le procureur général d’Israël l'accusant de « racisme anti-arabe ».
Michael Ben-Ari est interdit d'entrée sur le sol des États-Unis en raison de son appartenance à Kach de Meir Kahane, parti considéré comme une organisation terroriste aux États-Unis comme en Israël.